# Gilroy Gardens
El Jardines Gilroy (en inglés: Gilroy Gardens, anteriormente  denominado como « Bonfante Gardens (2001–2006) » ), es un parque de atracciones temático enfocado en los ajos y jardín botánico de 536 acres (217 hectáreas) de extensión, administrado por la sociedad Cedar Fair Entertainment Company. Se encuentra en Gilroy, California.

Las mascotas Gillie el ajo y su hermana, en los Gilroy Gardens.

## Localización
Gilroy Gardens, 3050 Hecker Pass Hwy. Gilroy, Santa Clara County, California CA 95020-95021 United States of America-Estados Unidos de América.
Planos y vistas satelitales.37°0′19″N 121°37′41″O / 37.00528, -121.62806
Está abierto todos los días del año y la entrada previo pago de una tarifa. 

## Historia
El parque fue fundado por Michael y Claudia Bonfante después de vender su cadena de supermercados "Raley's Supermarkets-Nob Hill Foods" para construir el parque. El parque fue construido gradualmente durante un período de 25 años. Antes de convertirse en un parque de atracciones abiertas al público, era conocido como "Tree Haven", y era un vivero de plantas comercial, así como un centro recreativo para los empleados de "Nob Hill Foods". En 1985, Michael Bonfante, compró una colección de árboles "Circus Trees " creados por Axel Erlandson y trasplantó 24 de ellos para su nuevo parque de diversiones, "Bonfante Gardens". 
El parque abrió sus puertas al público en junio de 2001 como Bonfante Gardens. El nombre fue cambiado a Gilroy Gardens en febrero de 2007.  El parque cuenta con 19 paseos en circuito cerrado, 27 atracciones y seis jardines.
A partir de 2004, el parque comenzó su celebración anual, "Gilroy Gardens Holiday Lights".
El parque luchó con dificultades financieras y la baja asistencia durante los dos primeros años de funcionamiento. Se cerró temprano en sus dos primeras temporadas y la gestión del parque debatió la posibilidad de no abrir el parque en absoluto para la tercera temporada. Mediante un contrato Paramount Parks empezaron a gestionar el parque a partir de la temporada 2003.
Los "Gilroy Gardens" operan bajo la dirección de Cedar Fair Entertainment Company, los cuales adquirieron Paramount Parks desde la CBS Corporation el 30 de junio de 2006.
La ciudad de Gilroy compró el parque, el 5 de marzo de 2008.
En agosto de 2013, el parque anunció que haría la apertura de una nueva área de juegos de agua en 2014, dirigida a los niños más pequeños. El costo de la construcción propuesta de esta adición fue $ 2,000,000.

## Atracciones
Alrededor de todo el parque hay un área de vegetación natural de la zona. En las zonas ajardinadas se mezclan plantas ornamentales con otras propias del entorno.
Paseos:
- Apple & Worm - Paseo de la oruga de los niños alrededor de un corazón de manzana gigante.
- Artichoke Dip - Paseo de la alcachofa en torno a un encino de costa.
- Banana Split — Paseo en barco oscilante con forma de Plátano.
- Balloon Flight - Paseo en globo aerostático.
- Big Red Engine Co. - Paseo en camión de bomberos para niños.
- Bonfante Railroad — Paseo en Ferrocarril de vía estrecha[6] a lo largo del perímetro del parque.
- Bulgy The Goldfish - Paseo en peces para niños.
- Garlic Twirl - Paseo en "tazas de té" tematizadas como ajos.
- Illions Supreme Carousel - Carrusel Vintage fabricado en 1927 por M.C. Illions
- Mushroom Swing — Paseo en vaivenes con forma de setas.
- Paddle Boats — Botes de remo en forma de pato.
- Panoramic Wheel - Mini noria.
- Pitstop Racers - Paseo en coche de carreras para niños.
- Quicksilver Express — Montaña rusa temática en las minas.
- Rainbow Gardens Boats — Paseo en balsa, a través de los jardines de flores.
- Sky Trail Monorail — Paseo en monorraíl a través del Invernadero de la Mariposa Monarca. En la cinta de audio todavía se refiere al parque como "Bonfante Gardens"
- South County Backroads - Atracción de coches con dos pistas: una de ellas temática de los coches de 1920, y la otra temática con los autos de 1950.
- Strawberry Sundae - Paseo en la fresa retorcida.
- Timber Twister — Paseo en montaña rusa júnior temática de Serpiente de cascabel.
- Tubs-O-Fun - Paseo de los niños en las "tazas de té".

## Jardines
- Bonfante's Splash Garden - Zona de juegos de agua.
- Oak Park Playground - Espacio de juegos infantiles.
- Pinnacles Rock Maze - Laberinto temático de cuevas y formaciones rocosas.
- Water Play Area — Parque acuático dirigido a los niños más pequeños (abierto en 2014).

Entre sus diferentes colecciones de plantas se incluyen:
Algunos árboles en Gilroy Gardens

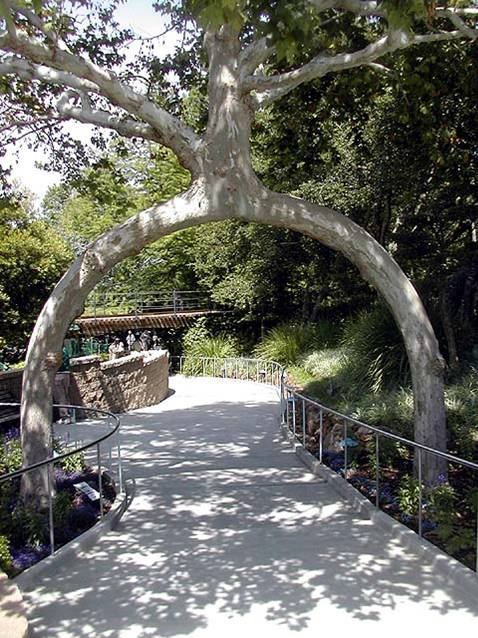
Árbol de dos pies de Axel Erlandson en Gilroy Gardens
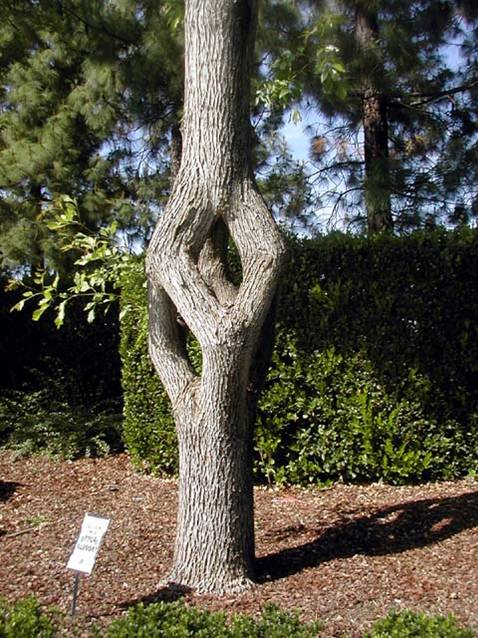
Árbol cubo uno de los "Circus Trees " de Axel Erlandson en Gilroy Gardens.